# ツバサ-WoRLD CHRoNiCLE-ニライカナイ編
『ツバサ-WoRLD CHRoNiCLE-ニライカナイ編』（ツバサ ワールド クロニクル ニライカナイへん）とは、CLAMPの漫画作品である。

## 概要
講談社より出版・発売された「マガジンSPECIAL」No.9から、『ツバサ-RESERVoir CHRoNiCLE-』の続編にあたる形で連載が開始された漫画作品。
XXXHOLiC・戻第3巻から物語が繋がる形で連載が始まっている。
また、連載開始号である「マガジンSPECIAL No.9」は、表紙と作品扉が『ツバサ-WoRLD CHRoNiCLE-ニライカナイ編』の絵とカラーで作られている。また、今号より3号連続の企画として、『ツバサ-WoRLD CHRoNiCLE-ニライカナイ編』の関連グッズ応募者全員サービスの企画が始まった。第1弾は「特製iPhone5/5s用ケース」、第2弾は「特製モコナぬいぐるみスマホスタンド」、第3弾は「特製イヤホンジャック付きラバーストラップ2種セット」という、iPhoneやスマートフォンに関連するグッズであった。
2015年2月17日に『ツバサ-WoRLD CHRoNiCLE-ニライカナイ編』の単行本の第1巻が発売された。通常版と特装版に分かれており、特装版には『ツバサ-RESERVoir CHRoNiCLE-』の第21巻限定版・第22巻限定版・第23巻限定版に付属していたオリジナルアニメーションDVDである『ツバサ TOKYO REVELATIONS』の全3話を収録した「オリジナルアニメーションBD（Blu-ray Disc）」が付属し、特典として「CLAMP描き下ろしBDケースジャケット」「オリジナルパスケース」が付属していた。
2015年10月16日には、単行本の第2巻が通常版・特装版に分かれて発売され、特装版には『ツバサ-RESERVoir CHRoNiCLE-』の第26巻限定版・第27巻限定版に付属していたオリジナルアニメーションDVDである『ツバサ 春雷記』の全2話を収録した「オリジナルアニメーションBD」と「特製チャーム」が特典として付属した。
なお、『ツバサ-RESERVoir CHRoNiCLE-』以来のスターシステムも健在で、連載中断したCLAMP作品『GATE7』のキャラクターがゲスト出演している。

## 登場人物

### 主人公たち
小狼（シャオラン）
主人公。飛王・リードとの決着後、「一つの世界に留まらず、色々な世界を旅し続けること」を選択し、旅を続けている少年。生と死の間の止まった刻に行き、戻ってきたことのある「黄泉に触れたもの」。ニライカナイにてモコナを介した四月一日との会話の後、ニライカナイの姫神に頼まれニライカナイの異変を解決すべく「裏のニライカナイ」に向かう。
黒鋼（くろがね）
小狼と同行している、日本国の忍者。破魔刀「銀竜」等を用いた剣術を得意とする。酒豪。左腕は義手。一行がニライカナイに留まっていた理由のひとつは、その義手に不具合があり、新品が届くのを待つ為。
ファイ・D・フローライト
小狼と同行している、セレス国の魔術師。眼の青色が魔力源であり、使えば使うほど強くなる。治癒系以外の魔法を使う。すっぱいものが苦手。一行では最年長。
モコナ＝ソエル＝モドキ
白いモコナ＝モドキで、通称モコナ。壱原侑子とクロウ・リードによって作られた。小狼達と共に旅をする。次元移動能力・魔力感知能力・言語変換能力など、様々な能力が備わっている。
サクラ
ヒロイン。飛王・リードの計画によって、時間の止められた玖楼国の遺跡に囚われていたが、小狼によって助けられた少女。旅立つ決意をした小狼を見送り、旅には参加せずに玖楼国に留まった。魔力・霊力・夢見の力があり、夢を渡り四月一日と会い、小狼達の旅路を見守っている。
なお、本作では四月一日が自分より年上であることを知ったためか彼とは敬語で話しており、「四月一日さん」と呼んでいる。
四月一日君尋（わたぬき きみひろ）
『XXXHOLiC』の主人公。日本（黒鋼の世界ではない）では、「願いを叶える店」の店主である。強大な魔力・霊力・夢見の力が備わっている。小狼に頼まれ、夢を渡って侑子のいるような世界に行き、小狼の旅に必要なものを手に入れた。小狼とはある意味同じ存在。世界にとって異質。生と死の間の止まった刻に行き、戻ってきたことのある「黄泉に触れたもの」。
モコナ＝ラーグ＝モドキ
黒いモコナ＝モドキ。四月一日のそばにいる。霊力があり、霊などが視える。次元移動能力はない。ツッコミ役、酒豪。

### ニライカナイ（表）の人々
姫神
ニライカナイを守る現人神の少女。大の麺好き。夢見の力がある。
右近、左近
姫神の侍従。

## 書籍情報
- CLAMP 『ツバサ-WoRLD CHRoNiCLE-ニライカナイ編』 講談社〈講談社コミックス〉、全3巻
  1. 「約束を胸に、新世界へ旅立つ！」2015年2月17日発売[1]、ISBN 978-4-06-395326-8
    - 「BD付き特装版」2015年2月14日発売[2]、ISBN 978-4-06-358757-9

  2. 「進め！ 真実を求めて!!」2015年10月16日発売[3]、ISBN 978-4-06-395490-6
    - 「BD付き特装版」2015年10月15日発売[4]、ISBN 978-4-06-358790-6

  3. 「闘いの先に未来をつかめ」2016年8月17日発売[5]、ISBN 978-4-06-395717-4
    - 「PB付き特装版」同日発売[6]、ISBN 978-4-06-397001-2